# PVP Buyenzi
Le PVP Buyenzi est un club féminin de football burundais basé à Bujumbura.

## Histoire
Le PVP Buyenzi remporte le championnat en 2020-2021, devant le Fofila PF. En août 2021, le PVP Buyenzi remporte la première édition de la coupe de la Première Dame en battant le Fofila PF en finale 4-2, et se qualifie ainsi pour le tournoi CECAFA qualificatif pour la Ligue des champions 2021. Lors du tournoi, l'équipe termine troisième de son groupe derrière les Ougandaises des Lady Doves et les Tanzaniennes des Simba Queens.
En 2023-2024, le PVP Buyenzi retrouve sa couronne en devançant le champion en titre, les Buja Queens, en championnat.

## Palmarès
Championnat du Burundi (2) :
- Champion en 2021 et 2024

Coupe du Burundi (1) :
- Vainqueur en 2021